# Harald Meyer
Harald Meyer (* 29. Januar 1972 in Zürich, Schweiz) ist ein schweizerisch-deutscher Japanologe, Literaturwissenschaftler und Ideenhistoriker. 
Nach dem Studium der Japanologie, Sinologie und Geschichte der Neuzeit an den Universitäten Zürich und Kanazawa promovierte Meyer im Jahr 2000 bei Eduard Klopfenstein in Zürich zur modernen historischen Erzählung in Japan. Von 1998 bis 2000 war er Assistent, von 2002 bis 2008 Oberassistent am Ostasiatischen Seminar der Universität Zürich. 2004 erfolgte die Habilitation mit einer Arbeit zur Begriffsgeschichte der Demokratierezeption im Japan des frühen 20. Jahrhunderts (Taishō-Demokratie). Lehraufträge führten ihn an die Universitäten Kanazawa, Heidelberg, Tübingen und St. Gallen. 2007/2008 war er Vertretungsprofessor an der Japanologie der Universität Bonn. Einen Ruf auf die Professur für „Kultur- und Ideengeschichte Japans“ der Universität Frankfurt lehnte er 2008 ab. Seit Juni 2008 ist er Professor für „Gegenwartsbezogene Japanforschung“ an der Universität Bonn.
Zu Meyers Forschungsschwerpunkten gehört die japanische Literatur der Moderne und Gegenwart. Er organisierte und moderierte Lesungen und Workshops mit japanischen Autorinnen und Autoren wie Risa Wataya, Hiromi Itō und Masatsugu Ono. Mit seiner 2015 erschienenen Monographie Literaturmuseen als Stationen der Literaturgeschichte Japans legte er den ersten deutschsprachigen Überblick japanischer Literaturmuseen vor. Der 2013 veröffentlichte Band Die großen Tsunami der Sanriku-Küste stellt dokumentarische Literatur  Akira Yoshimuras zu historischen Tsunami vor, die nach der Dreifachkatastrophe vom 11. März 2011 große Beachtung in Japan fand. Ergänzt werden die Übersetzungen von Yoshimuras Werk durch persönliche Schilderungen von Meyers Begegnungen mit dem Autor und seiner Frau, der Schriftstellerin Setsuko Tsumura. 
In der 2010 erschienenen Monographie Japans Bestseller-König analysiert Meyer den großen Erfolg der Werke Ryōtarō Shibas bei der japanischen Leserschaft nach narratologisch-wirkungsästhetischen Kriterien. Von ihm mitherausgegebene Sammelbände befassen sich u. a. mit Leben und Wirken des deutschen Japanwissenschaftlers Friedrich Max Trautz und dessen umfangreicher Japansammlung, den Mediendarstellungen der Olympischen Sommerspiele 2020 in Tokio sowie mit historischen Rückblicken und literarischen Zeugnissen des Großen Kantō-Erdbebens 1923.

## Schriften (Auswahl)
- Fiktion versus Wirklichkeit: Die moderne historische Erzählung in Japan. Modell einer Genretheorie und -typologie zur rekishi shōsetsu. (= Schweizer Asiatische Studien/Études asiatique suisse Monographien/monographes. Vol. 35). Peter Lang, Bern/Berlin/Bruxelles/Frankfurt am Main/New York/Oxford/Wien 2000, ISBN 978-3-906765-37-2.
- (Hg.) Das Bild der Schweiz in Japan: Rezeptionsformen im 20. Jahrhundert. (= Asiatische Studien/Études Asiatiques. LVIII•2•2004). Peter Lang, Bern/Berlin/Bruxelles/Frankfurt am Main/New York/Oxford/Wien 2004.
- Die «Taishō-Demokratie». Begriffsgeschichtliche Studien zur Demokratierezeption in Japan von 1900 bis 1920. (= Welten Ostasiens/Worlds of East Asia/Mondes de l’Extrême-Orient. Vol. 4). Peter Lang, Bern/Berlin/Bruxelles/Frankfurt am Main/New York/Oxford/Wien 2005, ISBN 978-3-03910-642-4.
- (Hg.) Wege der Japanologie. Festschrift für Eduard Klopfenstein. (= Japanologie. Bd. 1). LIT Verlag, Münster/Hamburg/Berlin/Wien/London 2008, ISBN 978-3-8258-0541-8.
- Japans Bestseller-König. Eine narratologisch-wirkungsästhetische Erfolgsanalyse zum Phänomen Shiba Ryōtarō (1923–1996). (= ERGA. Erfurter Reihe zur Geschichte Asiens. Band 10). Iudicium, München 2010, ISBN 978-3-86205-210-3.
- (Hg.) Vorlesungsmanuskripte und Übersetzungen zur vormodernen Literatur Japans von Herbert Zachert (1908–1979). (= OAG-Taschenbuch. Nr. 95). Iudicium, München 2012, ISBN 978-3-86205-107-6.
- (Hg. mit Takahiro Nishiyama & Reinhard Zöllner) Media, Cultures, Identities. Aspects of Contents Business in East Asia. Iudicium, München 2012, ISBN 978-3-86205-308-7.
- (Hg. & Übers.) «Die großen Tsunami der Sanriku-Küste»: Dokumentarische Literatur von Yoshimura Akira (1927–2006). (= ERGA. Reihe zur Geschichte Asiens. Band 11). Iudicium, München 2013, ISBN 978-3-86205-211-0.
- (Hg.) Begriffsgeschichten aus den Ostasienwissenschaften: Fallstudien zur Begriffsprägung im Japanischen, Chinesischen und Koreanischen. (= ERGA. Reihe zur Geschichte Asiens. Band 12). Iudicium, München 2014,  ISBN 978-3-86205-212-7.
- Literaturmuseen als Stationen der Literaturgeschichte Japans. Eine Reise durch die japanische Moderne. (= ERGA. Reihe zur Geschichte Asiens. Band 14). Iudicium, München 2015, ISBN 978-3-86205-214-1.
- (Hg. mit Matthias Koch, Nishiyama Takahiro & Reinhard Zöllner) Media-Contents und Katastrophen. Beiträge zur medialen Verarbeitung der Großen Ostjapanischen Erdbebenkatastrophe. Iudicium, München 2016, ISBN 978-3-86205-299-8.
- (Hg. mit Hellmut Grau & Daniel Gerichhausen) Lebrecht Graus Japanjahre in Wort und Bild.（ハラルド・マイヤー、ヘルムート・グラウ、ダニエル・ゲーリッヒハウゼン編）レープレヒト・グラウの手記と写真が伝える日本. München: Iudicium, 2017 (= ERGA. Reihe zur Geschichte Asiens, Band 15), ISBN 978-3-86205-215-8.
- (Hg. mit 西山崇宏 Nishiyama Takahiro & 伊藤守 Itō Mamoru) ドイツとの対話 ——〈３・１１〉以降の社会と文化 Dialog mit Deutschland – Gesellschaft und Kultur nach der Großen Ostjapanischen Erdbebenkatastrophe am 11. März 2011. Tōkyō: Serika shobō, 2018, ISBN 978-4-7967-0372-7.
- (Hg. mit Christine Schirrmacher & Ulrich Vollmer) Die Bonner Orient- und Asienwissenschaften: Eine Geschichte in 22 Porträts. Großheirath: OSTASIEN Verlag, 2018 (= ORIENTIERUNGEN Themenband), ISBN 978-3-946114-46-8.
- Literarischer Streifzug durch Kanazawa. Große Literaten Japans huldigen einer Stadt. München: Iudicium, 2018 (= ERGA. Reihe zur Geschichte Asiens, Band 16), ISBN 978-3-86205-217-2.
- Das Leben und Sterben des Ogura Shohei (1846-1877). Der Kampf eines Samurai-Intellektuellen in der frühen Meiji-Ära. München: Iudicium, 2018 (= ERGA. Reihe zur Geschichte Asiens, Band 17), ISBN 978-3-86205-218-9.
- (Hg. mit Reinhard Zöllner) Die Sammlung Trautz. Visuelle Schätze aus dem Nachlass des Japangelehrten Friedrich M. Trautz (1877-1952). Unter Mitarbeit von Daniel Gerichhausen, Hendrik Groth und Paul Schoppe. München: Iudicium, 2019 (= Reihe: ERGA. Reihe zur Geschichte Asiens, Band 18), ISBN 978-3-86205-219-6.
- (Hg. mit Shiro Yukawa & Nadeschda Bachem) Ostasien im Blick. Festschrift zum 60. Geburtstag von Reinhard Zöllner. ORIENTIERUNGEN Themenband 2021. Großheirath: OSTASIEN Verlag, 2021, ISBN 978-3-946114-80-2.
- (Hg. mit Mamoru Itō & Takahiro Nishiyama) Die Sommerolympiade „Tōkyō 2020“ und die COVID-19-Pandemie in Japan: Mediendarstellungen und Analysen. ORIENTIERUNGEN Themenband 2022. Unter Mitwirkung von Hendrik Groth. Großheirath: OSTASIEN Verlag, 2022, ISBN 978-3-946114-94-9.
- (Hg. mit Reinhard Zöllner) Rückblicke zum Großen Kantō-Erdbeben von 1923: Literarische, historische, philosophische und visuelle Perspektiven. ORIENTIERUNGEN Themenband 2023. Unter Mitwirkung von Daniel Gerichhausen, Hendrik Groth und Paul Schoppe. Gossenberg: OSTASIEN Verlag, 2024, ISBN 978-3-911262-05-7.